# Escoles Pies de Gandia
Les Escoles Pies Antiga Universitat —Reial Col·legi de l’Escola Pia de Gandia—, s'ubiquen a la plaça Escoles Pies, extramurs al nord de la vila, al costat de la Porta de València, on es trobava una petita església dedicada a Sant Sebastià, al municipi de Gandia, a la comarca de la Safor, al País Valencià. Es tracta d'un edifici catalogat com a Bé d'interès cultural, amb número d'anotació ministerial RI-51-0005015, segons informació de la Direcció General de Patrimoni Cultural, de la Conselleria de Turisme, Cultura i Esports de la Generalitat Valenciana.

## Història
L'edifici de les Escoles Pies en un primer moment era l'antiga universitat de Gandia. A 1549 el duc Francesc de Borja la va fundar gràcies a la butlla papal del 4 de novembre, confirmada per l'emperador Carles I, per més tard donar-la a la Companyia de Jesús. A 1767 els Jesuïtes van ser expulsats del territori espanyol, la qual cosa va provocar la desaparició de la universitat de Gandia, que abandonada, es va utilitzar va tractar d'utilitzar com a casa de misericòrdia, per la qual cosa se li va dotar de 50 habitacions per a famílies pobres, però després no es va fer ús d'elles. A 1806 va passar a les mans dels Escolapis, que van acabar utilitzant hola
l'edifici per a diverses activitats docents.

## Descripció
L'edifici comptava amb cel·les, refetors, una infermeria i diverses oficines, la qual cosa es va realitzar en la primera etapa de construcció, així com aules acadèmiques i una església, de posterior construcció, que es va aixecar a partir de 1605, quan l'antiga església de Sant Sebastià es va enderrocar per construir una altra de majors dimensions.
A la façana principal es troben cinc estàtues de membres de la Família Borja.
La nova església té una sola nau amb creuer, el qual presenta una cúpula en les petxines es representen els quatre escuts de la Casa Ducal. Entre els anys 1883 i 1884 es reforma l'església i s'erigeix la capella de la Comunió a la paret de la sagristia, posant l'entrada a la porta de la capçalera de l'església que s'utilitzava per accedir l'hort. Al claustre hi ha una inscripció que data en aquest moment la van realitzar de dues noves façanes, una a la plaça del Col·legi (amb balcons i gelosies), i l'altra a l'Albereda del Prat (amb finestres quadrangulars).